# Viviez
Viviez település Franciaországban, Aveyron megyében. Lakosainak száma 1214 fő (2022. január 1.). Viviez Les Albres, Aubin, Boisse-Penchot és Decazeville községekkel határos.

## Népesség
A település népessége az elmúlt években az alábbi módon változott:
| Lakosok száma | 2650 | 1662 | 1502 | 1363 | 1320 | 1305 | 1274 | 1243 | 1227 | 1214 |
|               | 1968 | 1990 | 1999 | 2011 | 2013 | 2016 | 2017 | 2019 | 2020 | 2022 |